# Monte Bushnell
Il Monte Bushnell (in lingua inglese: Mount Bushnell) è una bassa montagna antartica, alta 840 m, situata tra il Monte Durham e il Pincer Point nel settore nordoccidentale delle Tapley Mountains, catena montuosa che fa parte dei Monti della Regina Maud, in Antartide. 
Fu dapprima grossolanamente mappata dalla prima spedizione antartica (1928-30) dell'esploratore polare statunitense Byrd; fu poi mappata più dettagliatamente dalla United States Geological Survey (USGS) sulla base di ispezioni in loco e di foto aeree scattate dalla U.S. Navy nel periodo 1960-64.
La denominazione fu assegnata dall'Advisory Committee on Antarctic Names (US-ACAN) in onore di Vivian C. Bushnell, redattrice delle Antarctic Map Folio Series dell'American Geographical Society.